# 408
Évszázadok: 4. század – 5. század – 6. század
Évtizedek: 350-es évek – 360-as évek – 370-es évek – 380-as évek – 390-es évek – 400-as évek – 410-es évek – 420-as évek – 430-as évek – 440-es évek – 450-es évek
Évek: 403 – 404 – 405 – 406 –  407 – 408 – 409 – 410 – 411 – 412 – 413

## Események

### Nyugat- és Keletrómai Birodalom
- Anicius Auchenius Bassust (nyugaton) és Philippust (keleten) választják consulnak.
- 31 éves korában meghal Arcadius keletrómai császár. Utóda fia, a 7 éves II. Theodosius. A régensi feladatokat Flavius Anthemius praetorianus praefectus látja el, aki addig is a birodalom második (Arcadius gyengekezűsége miatt gyakorlatilag első) embere volt. Anthemius megerősíti a békeszerződést a Szászánida Birodalommal.
- Élelmiszerhiány alakul ki Konstantinápolyban mert nincs elég hajó az egyiptomi gabonaszállítmányokhoz.
- Honorius nyugatrómai császár feleségül veszi előző évben meghalt felesége húgát, Thermantiát (a birodalom erős emberének, Stilichónak a lányát).
- III. Constantinus nyugati ellencsászár a galliai Arelatében (Arles) rendezi be székhelyét és fiát, Constanst caesari rangra emeli. Constans Hispaniában leveri Honorius unokatestvéreinek ellenállását és kettőt elfog közülük, akiket Arelatében kivégeznek.
- A hadsereg Ticinumban fellázad Stilicho ellen, aki állítólag ki akarta használni Arcadius halálát és Alarik vizigót király segítségével a fiát ültetni a konstantinápolyi trónra. Stilicho visszatér Ravennába, a császári székhelyre, ahol (egyes feltételezések szerint ellensége, Olympius összeesküvése eredményeképpen) letartóztatják és árulás vádjával kivégzik. Olympius családjukkal együtt lemészároltatja azokat a barbár származású katonákat, akik Stilicho támogatóinak gondol, mire a katonák tömegesen dezertálnak és állnak Alarik szolgálatába. Honorius elválik Thermantiától, akit hazaküld az anyjához.
- A fiatal Aetiust, aki eddig Alarik udvarában élt túszként, Uldin hun király udvarába küldik.
- Olympius a "császár ellenségének" nyilvánítja Alarikot, Stilicho volt szövetségesét, aki így elveszti hivatalos adószedési jogát. Alarik pannóniai kormányzói (comes) címet kér a császártól, amit megtagadnak tőle, mire több tízezres seregével bevonul a védtelenül maradt Itáliába és ostromzár alá veszi Rómát. A szenátus súlyos váltságdíjat fizet és elenged 30 ezer germán rabszolgát az elvonulásáért cserébe.
- A két birodalom válságának hírére Uldin hunjaival átkel a Dunán és betör Moesiába és Trákiába.
- Elkezdik építeni a Korinthoszi-földszorost lezáró Hexamilion falat, hogy megvédjék a Peloponnészoszt a barbárok betöréseitől.

## Halálozások
- május 1. – Arcadius, keletrómai császár (* 377)
- augusztus 23. – Flavius Stilicho, római hadvezér

## Fordítás
- Ez a szócikk részben vagy egészben  a(z)   408 című angol Wikipédia-szócikk ezen változatának fordításán alapul.  Az eredeti cikk szerkesztőit annak laptörténete sorolja fel. Ez a jelzés csupán a megfogalmazás eredetét és a szerzői jogokat jelzi, nem szolgál a cikkben szereplő információk forrásmegjelöléseként.